# 瀬戸内農業協同組合
瀬戸内農業協同組合（せとうちのうぎょうきょうどうくみあい）は、かつて岡山県瀬戸内市邑久町豊原に存在した農業協同組合。瀬戸内市の旧邑久町と旧牛窓町を管轄としていた。愛称は、「JAせとうち」。
2008年10月1日をもって岡山市農業協同組合（JA岡山）に吸収合併し、消滅した。

## 組織
- 企画管理部
- 信用部
- 営農部
- 経済部

- 邑久支所
- 裳掛支所
- 牛窓支所

- 自動車課
- 農機センター
- 邑久給油所
- 牛窓給油所

- アグリセンター
- 玉津マーケット
- 一本松売店
- 黒井山直売所
- 牛窓Aコープ
- ミニスト
- マイマート

- カントリーエレベーター
- 裳掛ライスセンター
- 長浜ライスセンター
- 長浜集出荷場

## 周辺
- JR邑久駅
- ゆめタウン邑久
- ハローズ邑久店
- ザグザグ邑久店
- ダイキ邑久店
- 日生信用金庫長船支店邑久出張所（現・備前日生信用金庫邑久支店）
- 岡山県道224号瀬西大寺線